# Kyle Woodring
Kyle Woodring (ur. 27 lutego 1967 w Mason, zm. 8 września 2009 w Lockport) – amerykański perkusista. Zaczął grać na perkusji w wieku czterech lat. Doskonalił swój fach na Michigan State University, by następnie przejść do School of Music na MSU.

## Kariera
Skończywszy szkołę przeniósł się do Chicago wraz ze muzykami : Janem Jamesem i Craigiem Calvertem zakładając amatorski zespół Jewel Fetish. W czasie nagrywania materiału, Kyle został przedstawiony kilku innym muzykom z Chicago oraz potencjalnemu producentowi, który następnie pomógł perkusiście stawiać pierwsze kroki w zawodowej karierze. W 1987 rozpoczął grę dla zespołu Survivor. Nagrał z tym zespołem singiel "Too Hot to Sleep", do którego również nakręcono teledysk (emitowany przez MTV). Definitywnie opuścił Survivor w roku 1996.
Koncertował wraz z Johnem Mellencampem (od 1996). Nagrywał również z artystami muzyki country (Deana Carter). Współpracował z Dennisem DeYoung, założycielem zespołu Styx (od 2000).
Na przełomie 2007 i 2008 roku zagrał w musicalu zatytułowanym Jersey Boys.
Popełnił samobójstwo przez powieszenie 8 września 2009 w swoim domu w Lockport w nocy z 8 na 9 września 2009. 

## Twórczość

### Koncerty
- Deana Carter
- Dennis DeYoung
- George Michael[3]
- John Mellencamp
- Kenny Marks
- Paul Shaffer
- Peter Cetera
- Rich Mullins
- Robbie Fulks[3]
- Survivor

### Działalność studyjna
- Deana Carter:The Story of My Lif] (2004) and The Chain (2007)
- Survivor: Best of Survivor (1988);
- Robbie Fulks: Lovers in Trouble (1998)
- Daniel Barenboim: A Tribute to Duke Ellington
- Icos: At the Speed of Life (1999)
- Rich Mullins: Canticle of the Plains
- Kenny Marks: World Gone Mad
- Dennis Deyoung: Live (2004), One Hundred Years from Now (2007)